# Скопас
Скопас із Пароса (грец. Σκόπας, 395 до н. е. — 350 до н. е.) — давньогрецький скульптор, архітектор та художник IV століття до н. е., чия творчість поряд із Лісіпповою, завершила період пізньої класики. Представник так званої новоаттичної школи, першим серед давньогрецьких скульпторів відмовився від бронзи та звернувся до мармуру.
Народився на острові Парос, працював у Тегесі (нині Піалі), Галікарнасі (нині Бодрум) та інших містах Греції і Малої Азії. Як архітектор брав участь у спорудженні храму Афіни Алей в Тегесі (350—340 до н. е.) і мавзолею у Галікарнасі (середина IV ст. До н. е.) — одного з античних чудес світу.
Серед збережених до наших часів творів Скопаса найважливішим є фриз мавзолею у Галікарнасі із зображенням амазономахії (середина IV столітті до н. е.; спільно з Бріаксісом, Леохаром і Тімотеєм; фрагменти зберігаються у Британському музеї, Лондон). Численні роботи Скопаса відомі за римськимм копіями (Потос, Молодий Геракл, Мелеагр, Менада тощо).
Відмовившись від властивого мистецтву V століття до н. е. гармонійного спокійного образу, Скопас звернувся до передачі сильних душевних переживань, боротьби пристрастей. Для втілення їх Скопас використовував динамічну композицію і нові прийоми трактування деталей, особливо рис обличчя: глибоко посаджені очі, складки на чолі і напіввідкриті уста. Насичена драматичним пафосом творчість Скопаса справила великий вплив на скульпторів елліністичної культури, зокрема на твори майстрів III–II століть до н. е., що працювали у місті Пергам.